# Altoona (Iowa)
Altoona é uma cidade localizada no estado americano de Iowa, no Condado de Polk.

## Demografia
Segundo o censo americano de 2000, a sua população era de 10.345 habitantes. 
Em 2006, foi estimada uma população de 13.394, um aumento de 3049 (29.5%).

## Geografia
De acordo com o United States Census Bureau tem uma área de 
18,4 km², dos quais 18,4 km² cobertos por terra e 0,0 km² cobertos por água. Altoona localiza-se a aproximadamente 296 m acima do nível do mar.

## Localidades na vizinhança
O diagrama seguinte representa as localidades num raio de 16 km ao redor de Altoona. 